# Konstantin Novoselov
Konstantin Serguêievitch Novosselov (Nizhny Tagil, 23 de agosto de 1974) é um físico russo-britânico, conhecido por seus trabalhos na descoberta do grafeno, em conjunto com Andre Geim.
Membro de grupos de pesquisa em Física da Universidade de Manchester e da Royal Society, foi laureado com o Nobel de Física de 2010 juntamente com Geim.

## Vida
Nasceu em 23 de agosto de 1974 na cidade de Nizhny Tagil, Rússia. Completou a sua graduação em Moscow Institute of Physics and Technology. Obteve seu doutoramento na University of Nijmegen, na Holanda, e depois foi para a Universidade de Manchester (2001), na Inglaterra, com seu orientador Andre Geim.